# Розсошанський
Розсошанський (рос. Россошанский) — селище у Чернишковському районі Волгоградської області Російської Федерації.
Населення становить 52 особи. Входить до складу муніципального утворення Басакинське сільське поселення.

## Історія
Селище розташоване у межах українського історичного та культурного регіону Жовтий Клин.
Згідно із законом від 14 грудня 2004 року № 976-ОД органом місцевого самоврядування є Басакинське сільське поселення.

## Населення
| 2010 |
| ---- |
| 52   |